# 망치와 모루
망치와 모루 전술은 보병대가 적을 저지하는 동안 기병대가 측,후방을 타격하는 전술이 모루 위에 철을 두고 망치로 때리는 행위와 비슷하다고 하여 붙은 이름이다. 보병대가 저지부대 역할을 하여 모루로서 적의 주공을 막고 기병대가 타격부대 역할을 하여 망치로서 적을 파괴하는 전술을 의미한다.
망치와 모루 전술은 '아무리 강한 쇠도 모루에 대고 끊임없이 내려치면 꺾인다'라는 신념에서 착안한 군사 전술이다. 한니발 장군이 칸나이 전투에서 사용한 전술로 유명하지만 이 전투에서 처음 사용된 것은 아니다. 비슷한 개념의 전술은 유래를 찾아들어가면 끝이 없을 정도로 나온다. 이 개념을 한니발이 처음으로 완성시켰다. 사선대형과 같이 상대방이 다중전선을 형성하도록 유도하는 전술은 기존에도 있었지만, 보병대의 모루 역할과 기병대의 망치 역할을 확립시키고 완성시킨 사람은 한니발이다. '세상을 바꾼 창조는 모방에서 시작되었다.'라는 말이 있듯이 다른 국가의 학문이나 기술일지라도 이를 모방하여 자신만의 체계를 확립하고, 실전에서 증명하는 것은 분명 대단한 일이다. 수십만명을 잃어가며 한니발을 상대했던 로마는 이 전술을 완벽히 흡수하여 동시대 최고의 전술수행능력을 가진 군대가 되었다.
알렉산드로스 대왕과 마케도니아군 역시 해당 전술을 사용했다고 알려져 있다. 현대전인 1차 세계대전과 2차 세계대전에서도 사용된 사례가 있으며, 대중문화 그리고 스포츠에서도 이 전술이 활용되고 있다. 

## 고대전에서의 망치와 모루

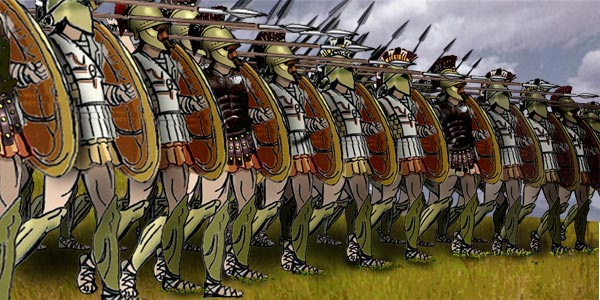
그리스군의 팔랑크스 대형

### 고대

#### 중장보병 방진(팔랑크스)의 약점
고대 그리스의 전장에서는 밀집대형(팔랑크스)을 갖춘 중장보병이 주축이 되었다. 이 같은 중장보병은 대형 정면에서 강력했으나 측면이나 후방은 매우 취약했다. 측면이 공격을 받아서 붕괴되면 다음으로 그 인접한 부대까지 차례로 무너지기에 단순한 패배가 아니라 전선 자체가 붕괴되는 것도 가능했다. 단적인 예로 팔랑크스 대형의 중장보병들은 창과 방패로 무장했는데 방패로 본인을 온전히 보호할 수 없었고, 바로 옆의 전우가 자신을 일부 보호해주는 방식을 사용했다. 그말은 즉, 가장 측면은 자신을 가려줄 옆 병사가 없으니 가장 취약하다는 의미이다. 고대 그리스인들도 팔랑크스 대형의 장단점을 잘 파악하고 있었다. 페르시아 전쟁 당시 아테네군은 마라톤전투에서 중앙보다 좌우익을 보강하는 방식으로 승리했고 스파르타군은 테르모필레 전투에서 지형을 통해 페르시아군이 측면으로 쉽게 우회할 수 없도록 조치했다.

#### 약점을 보안하여 전술로 승화시킨 마케도니아
팔랑크스의 약점을 보안하기 위해 기병의 역할이 중요해졌다. 필로포스 2세의 마케도니아군은 팔랑크스가 정면에서 적을 저지하는 동안(모루) 기병대가 기동성을 살려 적 팔랑크스 대형의 측면과 후방으로 우회하여 강타하는(망치)전술을 처음 확립하였다. 이 전술의 핵심을 기병의 충격력와 기동력에 있다.
그렇다고 적이 우회하여 측후방을 돌파하면 항상 치명적이지 않다. 예비대를 편성하거나, 측면의 병력을 전환하여 재배치할 수 있기 때문이다. 하지만 팔랑크스는 이동하거나 방향을 전환하기에 긴 시간이 걸리기 때문에 적이 대응하기 전 망치 역할을 수행하는 것이 효과적이다.
필리포스 사후 마케도니아군식 전술을 계승하여 완성시켜 꽃을 피운 사람이 바로 알렉사드로스 대왕이다

#### 이소스 전투
알렉산드로스 대왕이 처음으로 완성된 마케도니아식 망치와 모루 전술을 선보인 전투는 이소스 전투이다. 수적으로 열세임에도 페르시아를 격파하였다. 망치와 모루 전술은 고대 세계에서 흔히 볼 수 있었던 중장보병과 기병을 사용했기 때문에 고대 전쟁에서 많이 사용되었다. 이 전술은 동방 세계의 중국기병에도 효과가 있었으며 고대 그리스와 로마인이 벌인 수많은 전투에서 등장했다. 알렉산더 대왕의 많은 전투에서 사용되었을 뿐만 아니라 제 2차 포에니 전쟁 중 칸나이 전투와 자마 전투에서도 사용되었다.

#### 파르살루스 전투

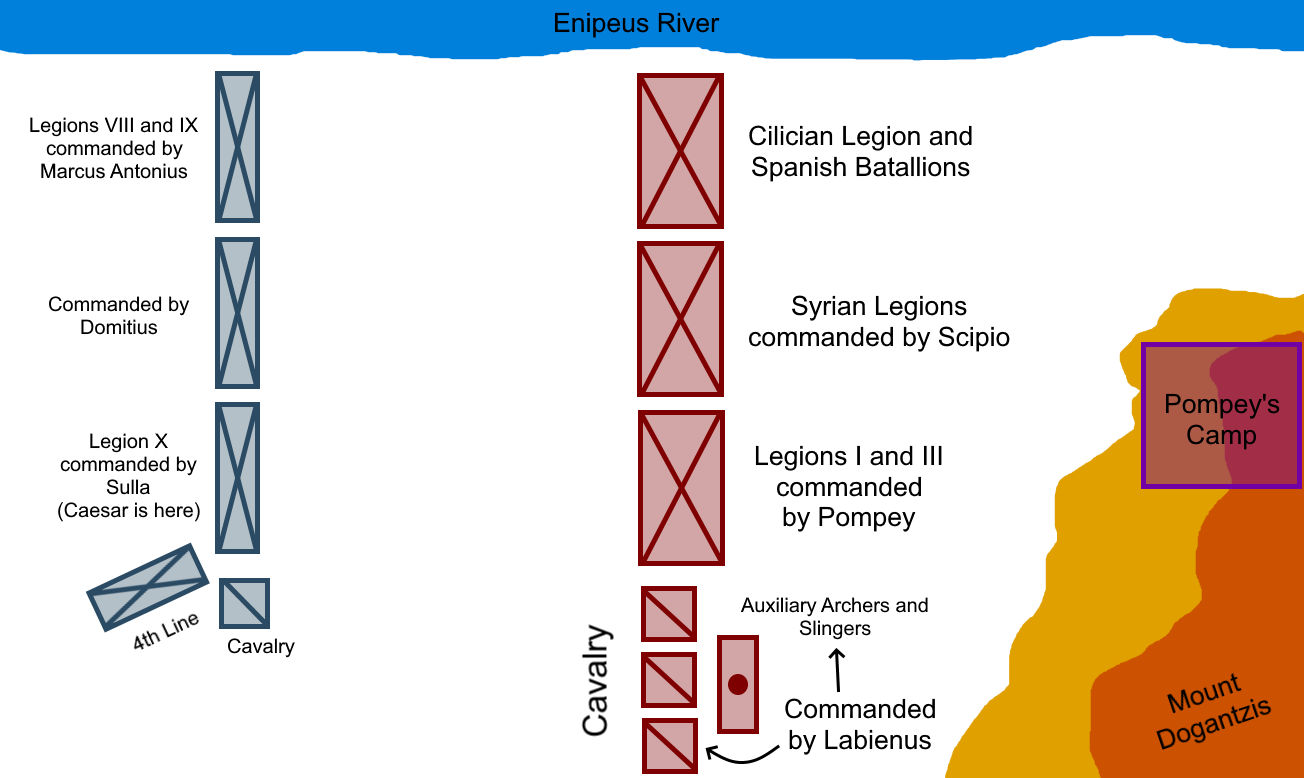
폼페이우스는 중장보병을 이용해 카이사르의 군단 중앙을 견제하는 동안 오른쪽 측면 기병대가 '망치'로서 이용될 수 있도록 시도했다.

기원전 48년, 폼페이우스 대왕은 로마 내전의 결정적 전투가 될 파르살루스 전투에서 율리우스 시저를 상대로 이 전략을 사용하려고 했다. 카이사르는 폼페이우스의 '망치' 부대에 숨겨진 네 번째 보병 부대를 매복시켜 대응했는데, 이는 망치와 모루 전술을 격파한 사례이다. 당시 카이사르에 따르면 두 군대 사이에는 상당한 거리가 있었다.
카이사르의 보병이 전진하자 폼페이우스는 부하들에게 돌격하지 말고 카이사르의 군대가 근접할 때까지 기다리라고 명령했는데, 폼페이우스의 참모 가이우스 트리아리우스는 카이사르의 보병은 예상 행군 거리의 두 배를 감당해야 하기에 피로에 지쳐 무질서하게 될 것이라 생각했다. 또한 고정된 부대가 더 방어를 잘 할 수 있을 것으로 예상했다. 폼페이우스 군대가 진격하지 않는 것을 확인한 카이사르의 보병은 마크 안토니우스와 그나우스 도미티우스 칼비누스 휘하의 보병과 함께 진격을 시작했다. 카이사르의 병사들은 투척 거리에 가까워지자 명령 없이 휴식을 취하고 전열을 정비한 후 돌격을 계속했고, 두 군대가 충돌하는 동안 폼페이우스의 우측과 중앙선이 유지되었다. 이에 카이사르는 4번째 라인의 예비 병력을 배치해 공격하는 기병대를 가로막는 방식으로 대응했다.
폼페이우스 보병이 싸우자 라비누스는 왼쪽 측면의 폼페이우스 기병에게 카이사르 기병을 공격하라고 명령했고, 예상대로 기병은 카이사르의 기병을 성공적으로 밀어냈다. 그런 다음 카이사르는 숨겨둔 네 번째 보병 전열을 공개하고 폼페이우스 기병대의 돌격을 기습했고, 카이사르의 병사들은 폼페이우스 기병대 뛰어들지 말고 필라를 사용해 돌진하라는 명령을 받았습니다. 폼페이우스의 기병대는 당황하여 수백 명의 사상자를 냈고, 카이사르의 기병대가 뒤따라 돌격해 왔다. 기습에 실패한 나머지 폼페이우스 기병대는 언덕으로 후퇴했고, 폼페이우스 군단의 왼쪽 날개는 카이사르의 기병대가 측면을 돌면서 숨어 있던 병력에게 노출되었다. 카이사르는 전투로 단련된 베테랑들로 구성된 제3 진영에 공격을 명령했다. 이에 폼페이우스의 좌익 부대는 전장에서 도망쳤다.
폼페이우스의 기병대를 격파한 카이사르는 마지막 남은 예비 병력을 투입했다. 폼페이우스는 자신이 지휘하는 병력들이 진형을 깨고 도망치는 것을 보면서 전투 의지를 잃었고, 중앙과 우측 측면의 나머지 병력은 각자 알아서 싸우도록 내버려둔 채 진영으로 후퇴했다. 폼페이우스는 주둔하고 있던 보조 병사들에게 자신이 탈출하는 동안 진영을 방어하라고 명령했다. 폼페이우스의 나머지 군대가 혼란에 빠지자 카이사르는 부하들에게 폼페이우스의 나머지 군대를 몰아내고 폼페이우스 진영을 점령하여 전투를 끝내자고 독려했다. 병사들은 폼페이우스 병사들의 유해를 모두 처리한 후 맹렬히 진영 성벽을 공격했다. 폼페이우스 진영에 남아있던 트라키아군과 다른 지원군들은 총 7개 집단으로 나뉘어 용감하게 방어했지만 공격을 막아내지는 못했다.

## 전술의 전개
망치와 모루 전술은 한 제대를 정면에서 적의 공격을 저지하는 조공부대와(모루) 적 부대를 우회기동하여 포위섬멸하는 주공부대(망치)로 나누어 적을 공격하는 전술이다.
망치와 모루 전술은  알렉산드로스 대왕이 자주 사용한 전술로 유명한데, 전술의 전개 과정은 알렉산드로스 대왕이 이끈 수많은 성공적인 전투 중 하나인 이소스 전투의 전개과정을 통해 다음과 같이 설명할 수 있다.

### 망치와 모루 전술 1단계

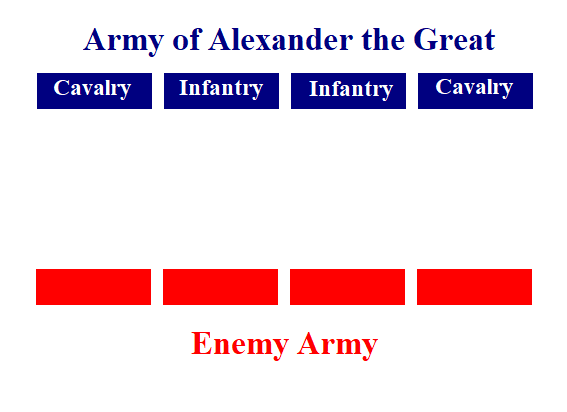
망치와 모루 전술 1단계

알렉산드로스의 마케도니아 군과 다리우스 3세의 페르시아 군은 이소스 평원에서 좌측의 첫번째 그림과 같이 대치하게 되었다. 마케도니아 군의 보병부대가 페르시아 군을 정면에서 상대하면서 전투가 시작되었다.

### 망치와 모루 전술 2단계

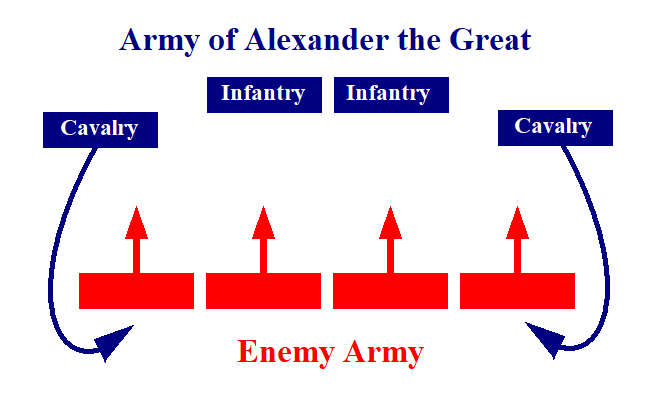
망치와 모루 전술 2단계

이후 전투가 시작되고 양 측이 격돌하기 시작하면 좌측의 두 번째 그림과 같이 마케도니아 군의 기병대가 적 제대를 우회기동한다.
이때 중요한 것은 주공부대인 기병대가 적 제대를 우회기동하는 동안 조공부대인 보병대는 적의 공세가 전환되지 않도록 고착시켜야 하며 기병대가 적 제대를 완전히 우회기동할 때까지 무너지지 않고 버텨야 한다는 것이다.
마케도니아의 기병대가 페르시아 군을 완전하게 포위하면 전술은 세 번째 양상에 돌입한다.

### 망치와 모루 전술 3단계

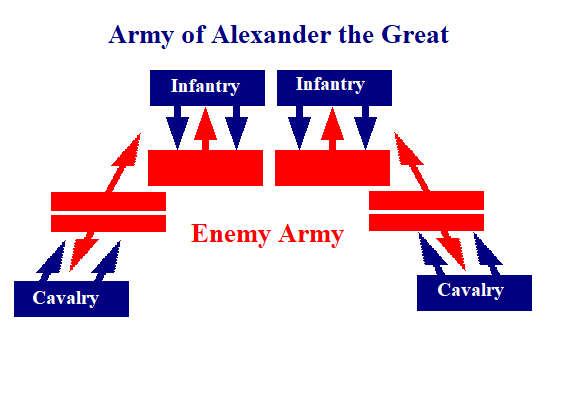
망치와 모루 전술 3단계

양 익측 우회기동을 통해 페르시아 군의 측면과 후방에 위치한 마케도니아의 기병대는 페르시아 군에 맹렬한 공세를 퍼붓는다.
페르시아 군은 전방의 보병부대와 측후방의 기병대를 동시에 상대해야 하는 셈이다. 게다가 기병대는 빠른 속도로 맹렬한 공세를 퍼붓기 때문에 페르시아 군은 혼란에 빠질 수 밖에 없었다.

### 망치와 모루 전술 4단계

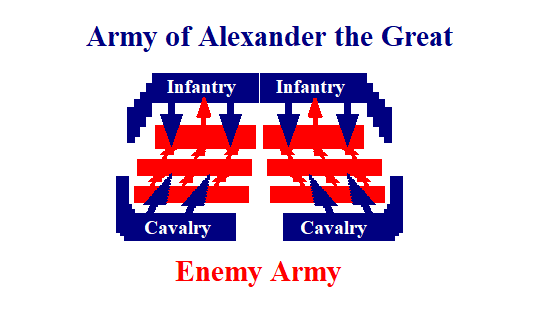
망치와 모루 전술 4단계

이후 마케도니아 군은 페르시아 군의 정면과 측후방에서 동시에 맹렬한 공세를 퍼붓는다. 그렇게 페르시아 군은 마케도니아 군의 맹렬한 공세에 혼비백산해지고 대응하기도 전에 섬멸된다.
이렇게 적의 공격을 막는 튼튼한 모루와 빠르고 맹렬하게 적을 측후방에서 공격하는 망치로 적을 사정없이 내리치다 보면 제아무리 강한 방어력을 가진 부대라고 하더라도 반드시 무너질 수 밖에 없다는 것이 망치와 모루 전술의 본질이다.

### 한니발의 망치와 모루 전술

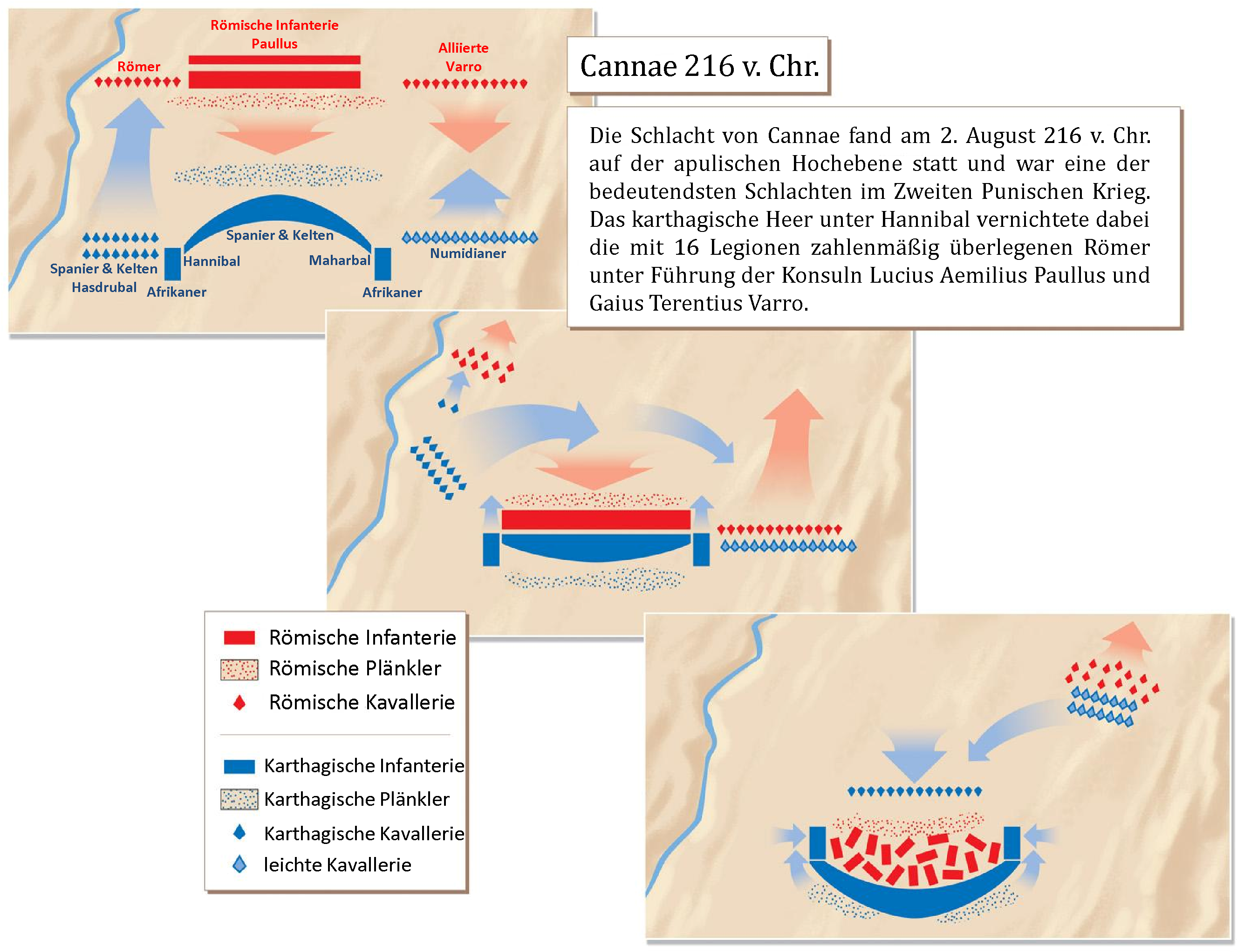
칸나에 전투 중 망치와 모루 전술. 한니발은 조공방향의 아군을 의도적으로 후퇴시켜서 적의 진열을 무너뜨리는 것과 동시에 적군의 양 익측의 위치를 차지하는 효과를 누릴 수 있었다.

우측의 사진은 2차 포에니 전쟁 중 칸나에 평원에서 벌어진 카르타고와 로마군의 전투 양상이다. 해당 전투는 한니발이 이끄는 카르타고가 전력적인 열세를 뒤집고 로마군에 대하여 대승을 거둔 완벽한 전술적 승리로 종결되었다. 이 전투에서 한니발이 사용한 전술은 변형된 형태의 망치와 모루 전술. 한니발의 망치와 모루 전술과 알렉산드로스의 망치와 모루 전술의 가장 큰 차이는 조공부대인 보병대에 있다. 알렉산드로스의 망치와 모루 전술에 비해 한니발의 망치와 모루 전술에서 보병대는 상대적으로 능동적으로 움직인다. 이 전술에서 보병대는 단순히 정면에서 적을 막아내는 역할만이 아니라 의도적인 후퇴를 통해 적을 종심깊이 유도하여 자체적으로 U자형으로 포위망을 형성하여 적 대형에 균열을 만들고 혼돈을 가져오는 역할을 수행한다. 이후 기병대가 빠르게 포위망을 완성하는 것이다.
한니발은 이 전투에서 카르타고 군의 전력적인 열세를 충분히 인지하고 있었다. 그러나 카르타고 군이 로마군에 수적 열세인 부분은 보병에만 한정되었으며 오히려 기병은 카르타고 군이 로마군에 대해 수적으로 우세인 부분 또한 충분히 인지하고 있었다. 한니발은 이러한 전력적 비대칭성을 활용하여 망치와 모루 전술을 사용한 것이다.
결론적으로 카르타고 군의 조공이 로마군을 깊은 종심으로 유인하여 수적 우세에 있던 로마군의 대형을 무너뜨려 고착시키는 데 성공한 뒤 기병대의 수적 우세를 활용하여 양익 우회기동을 통해 로마군을 포위하였다. 로마군을 완벽히 포위한 카르타고 군은 그 후 수적 열세를 극복하고 로마군을 섬멸하여 칸나에 전투에서 대승을 거두었다.

망치와 모루 전술은 많은 전투를 통해 그 효과성이 입증되었고 그 결과 고대 그리스에서는 두 국가가 모두 망치와 모루 전술로 맞붙는 경우가 많았다. 이러한 과정에서도 다양한 응용방법과 대처법이 탄생했다. 이는 기본적인 전술의 원리 자체가 아군을 주공과 조공으로 나눈 후 조공방향에서 적을 고착시키고 주공방향이 적을 우회하여 포위하고 격멸하는 것이기 때문에 그 안에서 여러 변칙전술이 탄생할 수 있었던 것이다. 가령 상대의 망치를 먼저 부숴버리는 전술도 있었다. 파르살루스 전투에서 카이사르는 우회하는 폼페이우스의 망치를 역으로 포위하고 격멸한 뒤 아군 기병대를 우회시키는 데 성공한 바가 있다. 

## 전술의 유의점
망치와 모루 전술은 기본적으로 주공부대인 기병대와 조공부대인 보병대가 모두 숙련된 군인들이어야 한다는 점을 전제로 해야한다. 이 점이 전제가 되지 않으면 망치와 모루 전술은 실패하게 될 확률이 높다.
1. 조공부대인 보병대는 주공부대인 기병대가 적군을 우회하여 포위할 때까지 적의 공세에 무너지지 않고 버텨야 한다.
2. 주공부대인 기병대는 조공부대인 보병대가 무너지기 전까지 빠른 속도로 적을 포위하고 진형을 측후방부터 분쇄하여 적을 무너뜨려야 한다.
3. 지형적 조건을 고려해야 한다.

이 중 조공부대인 보병대가 적군을 막아내지 못할 경우 아군 제대 중앙이 뚫리게 된다. 이렇게 아군의 모루가 뚫리면 망치가 된 양 익측의 기병대는 중앙을 기점으로 갈라진 상태가 되며 길게 늘어진 기병대는 적군에 의해 각개격파 될 가능성이 높다. 결국 가장 경계해야 할 상황은 밀도 높게 배치된 적 중앙군에 의해 모루 가운데가 뚫려버리는 상황이다. 망치로 적을 두드리기도 전에 모루가 깨져버리면 아무런 소용이 없기 때문. 따라서 모루가 깨지지 않도록 숙련된 군인들과 팔랑크스 방진대형과 같이 고도의 밀집방어전술이 필요한 것이다. 혹은 방어가 쉬운 지형을 선택하는 것도 모루를 튼튼히 하는 방법이 될 수 있다.
또한 조공부대인 보병대가 적군을 잘 막아내고 있다고 하더라도 적군이 가만히 포위를 당해줄 거라고 생각하면 오산이다. 빠르게 우회기동하는 기병대에 대해 적군이 맹공을 가해서 기병대를 무너뜨리고 공세를 확대한다면 오히려 망치와 모루 전술을 펼친 쪽이 당할 수 있는 것이다. 카이사르가 파르살루스 전투에서 폼페이우스군의 기병대를 역으로 포위하고 격멸하여 공세를 확대한 바가 있다.
지형지물에 대한 고려도 필수적인 사항이다. 지형지물을 적극적으로 활용한다면 적은 병력만으로도 모루의 역할을 확실히 해낼 수 있고 한쪽 방향으로의 우회만으로도 적을 포위할 수 있기 때문이다. 
망치와 모루 전술이 많이 사용되고 그만큼 많은 변칙전술과 대응법이 등장함에 따라 유의해야 할 부분도 많아졌다. 빠르게 우회하는 경기병에 대해 이를 압도할 수 있는 힘을 가진 중기병으로 이를 격파한다거나, 강력한 힘을 가졌지만 속도를 포기한 중기병에 대해 궁기병 및 경기병을 잘 활용하여 이를 격파한다거나, 공격을 견디는 조공방향에 궁병을 배치하여 모루를 더욱 튼튼하게 만든다거나 하는 등 경우에 따라서 적군과 아군의 장점과 단점을 정확히 분석해서 전술에 적용해야 할 필요가 있다.

## 망치와 모루 전술이 유효한 이유
밀집 장창 보병대 혹은 팔랑크스(그리스어: Φάλαγγα) 전술은 도태되어 사라졌지만 망치와 모루 전술 자체는 유효했기에 계속 살아남았다. 특히 망치와 모루를 이용한 이중포위를 완성시킨 칸나이 전투에서는 정면과 측면에서 밀려드는 부대의 "질량" 때문에 포위된 쪽은 가해지는 힘의 방향쪽, 즉 U자나 O자 포위의 중앙으로 밀려서 과다밀집 상태에 빠지기 때문에 도망치는 것도 무리이다. 반죽을 사방에서 누르면 위로 쑥 솟는 것을 상상해보자. 사람은 위로 못 솟으니 빽빽한 공간에 밀리게 되는데 이쯤되면 칼도 휘두르기 어렵다. 칸나이 전투가 딱 이런 꼴이고 한니발 바르카가 노린 것도 이런 것이다. 또한 빽빽하지 않아도 포위당한 것 자체로 전투력이 저하되는데 그 이유는 포위 당한 쪽의 바깥쪽 둘레는 포위한 쪽보다 짧다. 이렇게 접촉된 면적의 차이는 포위당한 병사들이 그들보다 많은 수의 적과 접촉하게 되며 따라서 일대일이 아닌 1 대 2, 1 대 3의 싸움을 해야 하는 병사들이 많아진다.

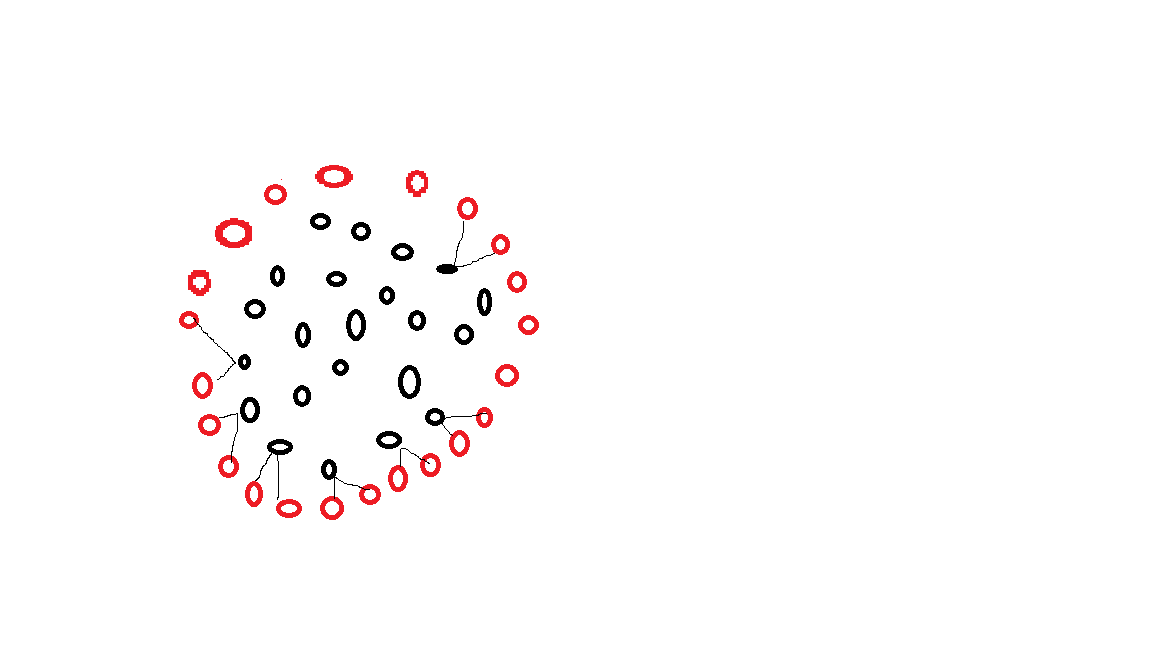

위 그림이 그런 상황을 설명해 주는데 흑점들이 빨간점들에 의해 포위된 상황이다. 흑과 적색의 점들은 각각 22개씩으로 동일하다. 따라서 두 세력은 같은 군사력을 가지고 있다고 가정할 수 있다. 그런데 포위당한 흑점은 포위한 빨간점에 비해 훨씬 좁은 길이로 싸워야 하며 그로 인해 22개 중 14개의 점들만 전선에서 싸우게 된다. 그에 비해 빨간점은 22개 점들 모두 전선에서 싸우고 있음을 알 수 있다. 그 결과 14개의 흑점 중 8개의 흑점은 1대 2로 싸우는 불리한 처지가 되며 전투가 계속 진행된다면 이들 흑점들은 곧 무너질 것임을 알 수 있다. 그렇게 된다면 안에 대기하고 있던 흑점이 무너진 흑점을 대신해 바깥쪽으로 나올 것이다. 그러나 이렇게 대신한 흑점도 마찬가지로 1대 2의 상황에 몰릴 것이며 따라서 이들은 곧 똑같은 운명을 맞이하게 될 것임을 알 수 있다.

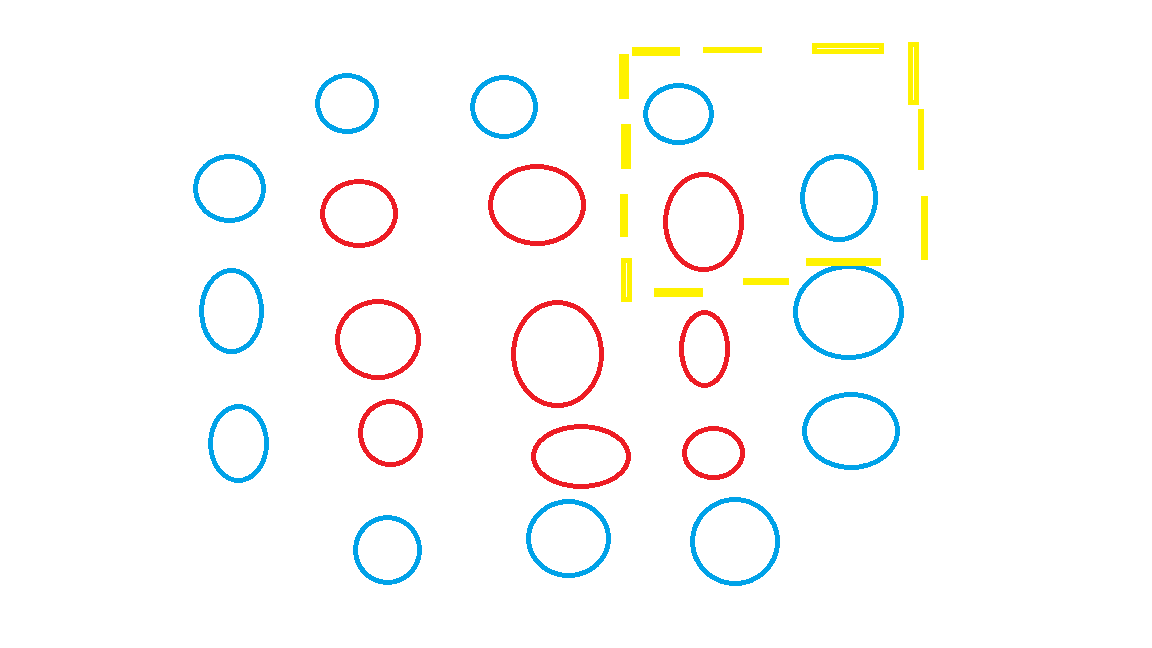

따라서 일단 포위가 된다면 포위 당한 쪽이 포위한 쪽에 비해 훨씬 불리한 상황 속에서 전투를 해야한다. 망치와 모루 전술은 바로 이 점을 노린 것이다. 포위의 효과는 부대의 측면공격 및 후방공격에 대한 방어의 취약성, 사방이 공격받음으로써 느끼는 심리적 부담과 부대 지휘의 어려움, 공간이 제한됨으로써 유동적인 전투상황에 대응한 기동의 어려움으로 보는 것이 더 옳을 것이다. 사방이 공격 받음으로서 느끼는 심리적 부담과 같은 맥락으로, 도망갈 곳이 없다는 것에 대한 심리적 부담과 이것이 사기에 미치는 영향 또한 간과할 수 없다. 직선의 전열을 맞대고 싸우는 경우 패색이 짙어지면 도망가면 그나마 살 가능성이 있지만, 완전 포위당했을 경우 글자 그대로 도망갈 곳이 없어진다. 꼭 죽거나 죽을 정도의 치명상이 아니라도 싸우다가 전투 불능이 된 경우(체력을 완전 소진하거나, 무기/방어구가 파손되거나, 눈/손/팔/다리 등에 데미지를 입었거나), 보통 상황이면 뒤를 보고 달려서 목숨은 건질 수 있는 반면 포위된 상황이라면 붙잡혀서 죽거나 노예로 팔리지 않도록 아군이 분전해주기를 빌 수밖에 없어진다. 그래서 정말 살기 위해 죽도록 싸울 가능성이 높아지기 때문에, 적들이 도망치기 좋도록 공격하기 좋은 방향으로 포위를 풀어주는 장군들도 있었다.
현실의 병사들은 게임의 유닛들처럼 죽을 때까지 맞고 쏘는 초인들이 아니다. 부상이나 장비 파손으로 무력화되기도 하며 전황이 극히 불리해지면 도망가고 싶다는 생각이 든다. 그리고 대개의 경우 한쪽 방향의 적을 상대하는 상황에서 최대의 전투력이 나온다. 팔랑크스, 전열보병 같은 경우는 말할 것도 없고 자동소총으로 무장하고 각개전투를 벌이는 현대에 와서도 엄폐물 뒤에서 싸우기 때문에 측후면을 잡히면 불리해진다.
자신은 모루를 상대로 잘 버티고 있더라도 양익, 혹은 단익이 돌파돼 자기 뒤통수가 칼을 맞을 위험에 처해진다면 순식간에 전투력은 떨어지고 말 것이다. 따라서 포위 위험에 처해 있고 정돈된 철수가 불가능할 때 차선책은 원형진, 혹은 방진을 구축해 뒤통수의 안전을 확보하고 외부의 구원이 올 때까지 버티는 것이다. 이게 성공한 경우가 1951년 2월 벌어진 지평리 전투다.

## 망치와 모루 전술의 파훼
알렉산더는 망치와 모루 전술을 기병의 적극적 활용으로 보다 고도화시켰다. 당대 최강의 모루였던 팔랑크스로 적을 막고 기병으로 적들의 후방과 측면을 공격하는 것을 기본 전제로 삼은 것이다. 이를 위해 선행되어야 할 것은
1. 보병의 방어력이 매우 뛰어나야 하며
2. 기병의 돌파력이 좋아야 한다.
알렉산더 군대의 보병은 방어력은 물론, 여차하면 장창을 들고 돌격할 수 있는 역량을 갖추었으며, 돌격력과 기동력을 모두 갖춘 정예 기병대, 적의 관심을 끌어줄 수 있는 궁병대를 모두 갖추고 있었다. 이때 망치와 모루 전술을 파훼하기 위한 가장 쉬운 방법은 중앙에서의 종심돌파다. 적이 나를 공격하기 전에, 먼저 공격하는 것이다.  상대가 망치와 모루 전술을 가져왔을 때 중앙군의 질량만으로 무너뜨릴 수 있기 때문이다. 그토록 강력했던 팔랑크스도 완벽한 지리적 조건이 없다면, 밀집된 군대의 질량 앞에서 속수무책으로 무너진 적이 있을 정도다. 이를 누구보다 잘 이용했던 게 로마군이었다. 그들은 보다 촘촘한 전열을 짜서 중앙 모루를 밀어붙이고 기동이 비교적 자유로운 자기들 병력의 이점을 살려 중앙 푸쉬를 하면서도 필요하다면 언제든 후방 전열을 분리시켜 적 모루의 측면을 갉아먹을 수 있는 방식으로 종심돌파를 수행했다.

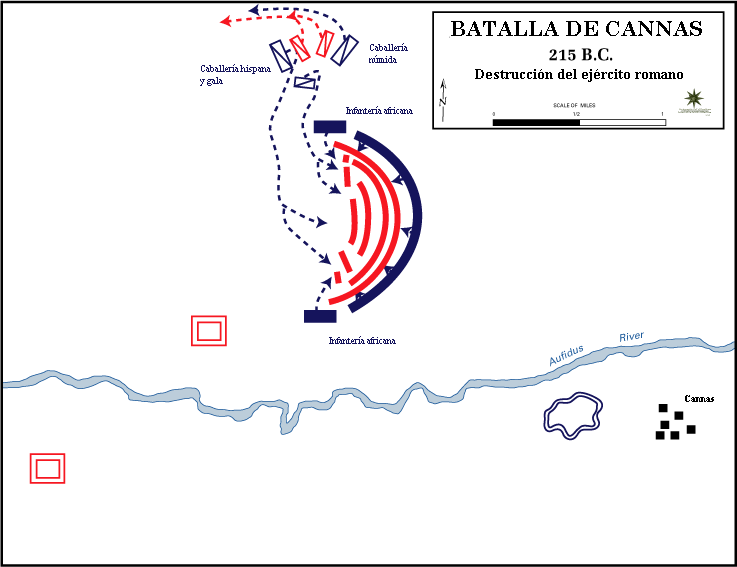
한니발의 전술

그래서 한니발은 아예 발상을 바꿔버린다. 모루를 그물망처럼 종심이 깊게 만들어버린 것이다. 그로 인해 칸나이에서 로마군은 질량을 믿고 종심돌파를 시도했으나 의도적으로 후퇴기동하는 카르타고 경보병을 밀어붙이는 과정에서 전열이 무너지게 되었고, 그때 측면을 점유한 한니발의 정예병 및 후방에서 나타난 기병대에 의해 완벽한 포위망이 형성되어버렸다. 이런 식의 전술적 움직임을 위해서는 팔랑크스로 대표되는 중무장 장창병의 밀집대형보다는, 기동이 자유로울 수 있도록 경무장화가 선행되어야 하고 반드시 적 양익을 압도할 수 있는 확실한 망치의 성능이 필요하다.
저러한 그물망을 찢어버리기 위해서는 무작정 질량을 믿고 밀고들어갈 게 아니라 그물망의 고리(혹은 적이 준비한 망치)를 일점집중으로 분쇄해 버리는 게 최선이다. 그래서 사선진 혹은 망치와 모루의 원형이 다시 주목받는다. 정확히는 한 방면에 힘을 순간적으로 준다는 메커니즘이 중요한 것이다. 전방위적인 압박을 통한 종심돌파가 아니라, 한 점에 집중시킨 병력 혹은 전열 분리를 통한 기습적인 기동으로 상대방의 약한 연결고리를 끊어버린다면 상대방이 예비대로 빼돌린 정예보병도 찢어진 그물망의 구멍을 막기 위해서 투입될 수밖에 없기 때문이다.

일리파 전투에서 망치와 모루 전술 파훼

빨간색은 로마이며 파랑색은 카르타고이다. 일리파 전투에서 스키피오가 이와 같은 사선진의 메커니즘을 잘 사용하는데, 사실 적의 한 방면을 찍어누른다는 사선진의 '매커니즘'을 잘 사용한 것일 뿐, 그 형태는 다소 다르다. 스키피오는 한쪽 날개에만 힘을 주는 게 아니라 양익에 로마 정예군을 배치시키고, 중앙은 도리어 에스파냐 보조군에게 맡겨버린다. 그리고 저러한 배치로 인해 개개인의 전투력만큼은 당대 최강이었던 로마 정예군은 카르타고의 양익을 압도하고 적이 칸나이에서와는 달리 후퇴기동할 여유 자체를 주지 않은 체 적을 포위-섬멸한다.
2차 포에니 전쟁의 분수령이었던 메타우루스 전투에서도 그 편린을 엿볼 수 있는데 집정관 네로는 한니발의 동생 하스드루발을 상대로 지형지물로 인해 진격이 자유롭지 못한 우익의 일부를 기습적인 기동으로 좌익에 보탠다. 그럼으로서 단번에 적 우익을 기동할 수 없도록 포위하고, 로마군의 기병대는 카르타고의 망치를 압도함으로서 자연스럽게 적을 포위-섬멸하게 된다. 사선진의 기본 전제가 '강한 좌익이 적을 조질때 약한 우익은 상대를 지연시킨다'임을 상기한다면 네로는 지형지물의 이점을 살려(어차피 적 좌익은 지형지물 때문에 진격이 지연되므로) 사선진의 메커니즘을 극대화했다고도 볼 수 있으며 후일 로마군은 지형지물이 없더라도 저와 같은 기습적인 기동을 자주 사용하게 된다.
다른 응용을 보여준 사례로는 카이사르가 있다 커리어 내내 대부분 열세에 처한 상황에서 싸웠던 카이사르는 그래서인지 임기응변이 매우 뛰어났는데,  특히나 열세 상황에서 어떤 식으로 상대방이 전개한 망치와 모루를 받아칠 수 있는지 보여주는 전투가 파르살루스 전투다. 당시 포진을 보면 폼페이우스는 정석적인 망치와 모루 내지는 사선진의 포진을 취하고 있다. 망치 역할을 맡은 기병대의 수는 카이사르가 가진 기병대의 5배~7배에 달했으며, 보병 숫자 또한 2배였다.  페르시아 군대와 맞서 싸웠던 알렉산더만큼이나 답이 없는 상황인 것이다. 그런데 카이사르의 보병들이 폼페이우스의 병력들과는 달리, 같은 3줄이 아니라 병력을 잘개 쪼갠 다음, 4줄로 예비대를 편성하고 있었다. 그리고 전투가 개시된다. 당연히 5~7천에 달하는 폼페이우스의 망치는 카이사르의 망치를 으깨버리기 위해 기동한다 전력에서 우세한만큼 당연히 그와 같은 기동은 성공적이었다. 하지만 카이사르는, 미리 편성해둔 예비대라는 패를 드디어 뽑아든다.  예비대는 그대로 기습적인 전방돌격을 실시했고, 이는 두 가지 효과를 노린 기동이었다.

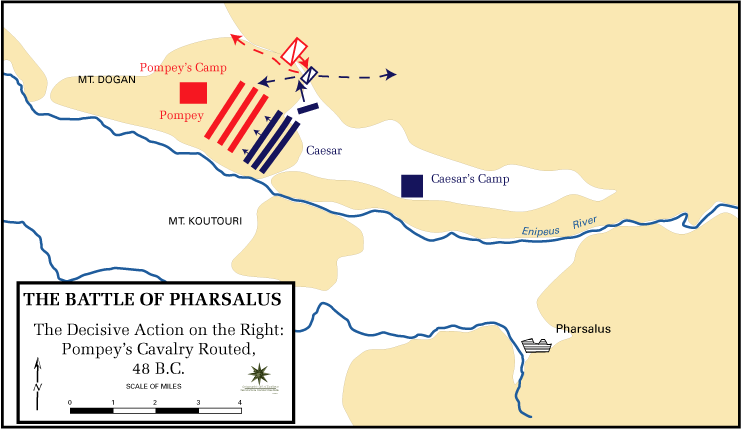
파르살루스 전투에서 망치와 모루 전술 파훼

첫째. 기병대가 특유의 기동성과 돌파력을 발휘하기 위해서는 정지상태가 아니라 기동중이어야 한다는 것
둘째. 신병들로 편성된 폼페이우스의 기병대는 갑작스러운 상황의 대응이 허술할 수밖에 없다는 것
이러한 카이사르의 노림수는 그대로 적중하고, 이미 적을 격파하고 정지 상태에 있었던 폼페이우스의 기병대는 창을 들고 달려오는 카이사르의 예비대에게 그대로 박살이 나버린다. 그로 인해, 카이사르와는 달리 신병 위주로 군대를 편성할 수밖에 없었던 폼페이우스 군대의 단점이 드러나 버린다. 바로 병사들의 사기 부족이다 결국 폼페이우스의 망치는 역으로 으깨져버리고 카이사르의 예비대는 기병대를 대신할 망치가 되어 적을 포위한다. 적이 먼저 전개한 망치와 모루를 훌륭히 맞받아치고 역포위한 사례라 볼 수 있다.

## 현대전에서의 망치와 모루
망치와 모루 전술은 현대전에서도 여전히 유효한 전술이지만, 개인화기의 보급과 포병, 공군 등 극단적인 화력의 발전으로 말미암아 근접전 중심이었던 고대의 전투보다 피아간 거리가 훨씬 멀어진 관계로 쓰기가 더 어렵다. 하지만 보병 간 소전투도 기본 골자는 망치와 모루의 그것을 유지하고 있고, 특히 개별 전투/전술 규모를 넘어 작전술/전략 단위에서는 망치와 모루, 혹은 포위섬멸전 개념이 여전히 유용하게 쓰이고 있다.

### 제 1차 세계대전

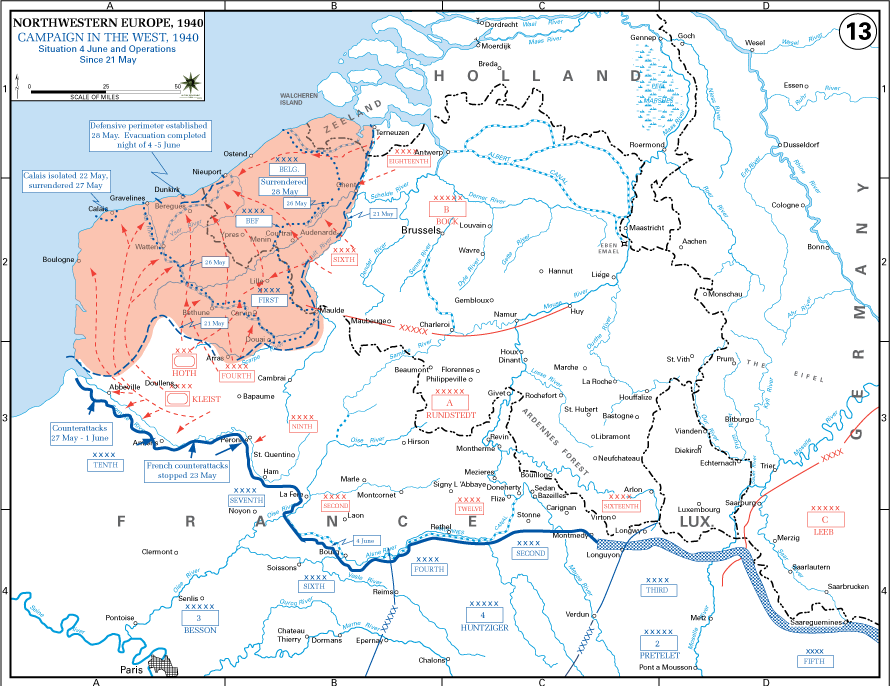
1940년 WW2 프랑스 전역

제 1차 세계 대전 당시 1940년의 프랑스 전역은 망치와 모루 전술의 고전 중 하나이다. 영불 연합군은 제1차 세계 대전 당시 독일의 전략 상 최우익인 벨기에 방면이 망치, 알자스-로렌 지역이 모루였기 때문에 이번에도 비슷한 방식으로 전쟁이 펼쳐질 것이라고 예상했으며, 개전 초 독일의 B집단군이 네덜란드/벨기에 방면으로 공수부대를 투입하는 등 공세에 나서자 예측이 맞았다고 판단하고 주력부대들을 B집단군 방면으로 밀어넣었다. 그 사이에 주력인 A집단군과 클라이스트 기갑집단이 아르덴 숲 지역을 통과, 영불해협까지 내달리면서 포위를 완성한다. 보통은 상대의 공세를 받아내는 수세적인 역할을 하기 마련인 모루도 적극적으로 공세에 나서며 상대의 전력을 흡수, 포위된 전력의 규모를 더 키우는 데 성공했다는 점이 특이한 점이다.

### 제 2차 세계 대전

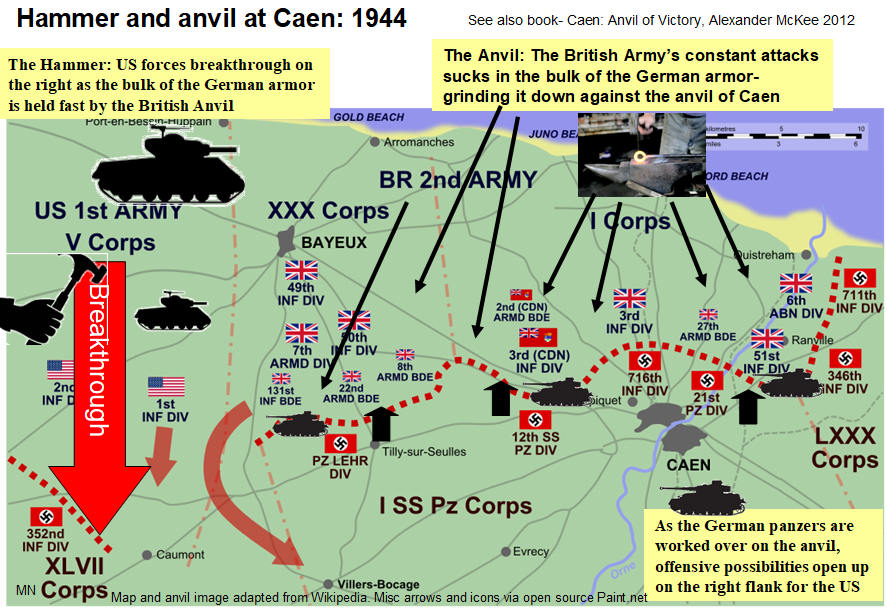
Caen hammer anvil tactics

제 2차 세계 대전에서 나타난 망치와 모루 전술의 대표적인 사례는 노르망디 상륙작전의 캉 전투이다. 연합군이 노르망디에 상륙했을 때, 지상군 사령관 버나드 몽고메리 장군이 사용한 전략은 해변 동쪽 측면의 영국군을 끊임없이 공격하는 독일군의 막강한 전차와 맞서 싸우는 것이었다. 영국군의 역할은 연합군의 상륙을 위한 훌륭한 방패 역할을 하여 독일군의 기갑을 동쪽의 거대한 '모루'로 끊임없이 끌어 당기고 포병, 탱크 및 연합군 항공기의 강력한 타격으로 끊임없이 분쇄하는 것이었다. 모루가 독일군 장갑의 대부분을 단단히 고착시켰기 때문에 미군은 연합군 전선의 서쪽에서 거대한 '망치'를 휘두르며 독일군의 방어를 뚫고 미군이 자유롭게 달릴 수있는 길을 열 수있었다. 따라서 영국의 역할은 주요 도시인 캉 안팎에서 소모전의 모루에서 버티는 것이었다.
독일군은 처음에 강력한 기갑병과 기동병력으로 노르망디 해변을 반격하여 미군과 영국군 사이에 쐐기를 박아 바다로 몰아 넣으려 했다. 이 작전이 실패하자 독일군은 전략 도시 캉을 향한 영국의 위협적인 대규모 진격에 직면했고, 이는 전선의 상당 부분을 붕괴시킬 수 있는 매우 위협적인 돌파의 기회를 창출했다. 영국과 캐나다 사단은 방어 위주의 보조적인 주둔 또는 교란 부대가 아니라 공격적으로 독일 전선에 침투하여 파괴하려고 했다. 따라서 독일군은 이러한 위험을 피하기 위해 최강의 병력인 기동 기갑대와 친위대 부대를 전선에 투입할 수밖에 없었다. 그러나 이들은 동쪽 측면의 모루에 점점 더 깊숙이 끌려 들어가면서 독일의 힘과 능력을 서서히 소모시켰다. 격렬한 대결은 독일군을 묶고 약화시켰으며, 결국 미국이 서부에서 돌파구를 마련할 수 있는 길을 열어준 것이다. 이렇게몽고메리의 전체적인 "망치와 모루" 개념의 전투는 결국 성공을 거두었지만, 캉 안팎에서 두 달 동안 격렬한 전투가 벌어졌다.
한편, 독일군 역시 제2차 세계 대전에서 키이우 포위전, 스몰렌스크 포위전 등 거대한 포위전을 망치와 모루 전술을 응용하여 여러번 성공시키면서 현재까지 이어지고 있는 강군(强軍)의 이미지를 확립한다. 그러나, 망치를 뒷받침해 포위망을 닫을 보병전력의 기동력 부족으로 포위망 안에 갇힌 소련군 상당수의 탈출을 허용했다는 것이 옥의 티다. 다만 막대한 물자를 소모하는 현대전의 특성상 굳이 적군을 공격하는 것이 아니라, 보급선만 끊어도 충분히 효과를 보였다. 독일군이 마켓가든 작전 등에서 시행했던 적군의 후방에 강하병을 떨어트리는 공수작전도 크게 보자면 망치와 모루 개념이라고 볼 수 있다.

### 제 2차 세계 대전 이후

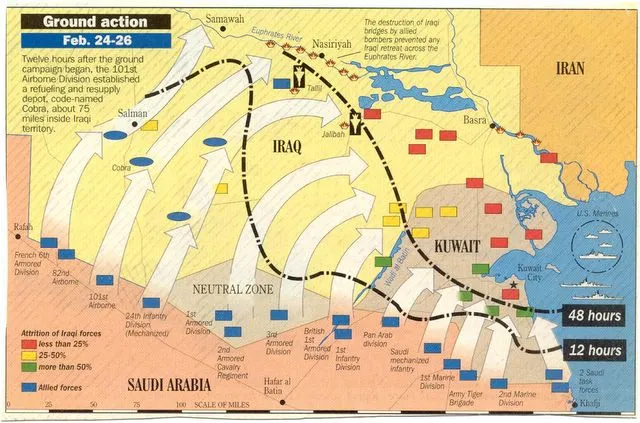
헤일메리 기동작전

제2차 세계 대전 이후 현대전에서 가장 유명한 적용 사례로는 걸프 전쟁 당시 다국적군 사령관 노먼 슈워츠코프가 실시한 헤일메리 기동작전(Hail Mary Play)이 있다. 걸프 전쟁 당시 사우디아라비아에서 대기하고 있던 다국적군이 이라크를 가로질러 펼친 대대적인 포위기동을 헤일메리 기동작전이라고 한다. 슈워츠코프는 이 작전을 미식축구에서 쿼터백이 장거리 볼을 던져 큰 점수를 내는 것과 비슷한 개념이라고 하여 '헤일 메리 플레이(Hail Mary Play)'라고 불렀다. 이 기동은 고대 알렉산드로스 대왕 이래 명장들이 사용한 전법으로서, 슈워츠코프는 바로 그러한 고전적 전법에 따른 작전 계획을 수립했다. 슈워츠코프는 해병대 병력 등을 이용해 이라크군을 점령한 쿠웨이트 영토 안에 고착시킨 뒤, 20만 미군 지상병력과 장비를 사우디 아라비아와 이라크 영내를 통해 수백㎞를 기동시켜 쿠웨이트에서 후퇴하는 이라크군의 주력을 성공적으로 포위, 섬멸하였다.
또한, 1950초 한반도에서도 망치와 모루 작전이 응용된 사례가 있다. 남한 내 공산주의 반란 당시이다. 1950년 초 북한 인민군이 38선을 넘어 남진하기 전, 북한은 이승만 대통령을 전복하고 공산 정부를 수립하기 위해 국경에서 소규모 공세를 자주 감행하고 수천 명의 게릴라군을 제주도까지 남한에 침투시켰다. 대한민국군(ROKA)이 여러 차례 반란 진압에 성공하자 북한은 김상호와 기무현의 지휘 아래 대대 규모의 게릴라 2개 부대를 파견하여 혁명을 선동하려는 마지막 시도를 감행했다. 첫 번째 부대는 국군 6사단과의 수차례 교전 끝에 단 한 명의 생존자만 남기고 전멸했다. 두 번째 부대는 국군 제6사단 부대가 펼친 2개 대대 규모의 망치와 모루 기동작전에 전멸했다. 북한 게릴라군은 584명(사살 480명, 생포 104명)의 사상자를 냈고, 우리나라군은 69명이 사망하고 184명이 부상당했다고 보고된 바 있다. 이 작전은 1950년 6월 25일 남침 전까지 남한을 병합하려는 공산주의 북쪽의 마지막 주요 노력으로 기록될 것이다. 또한, 현대전에서 망치와 모루 전술의 위력을 보여준 사례이기도 하다.

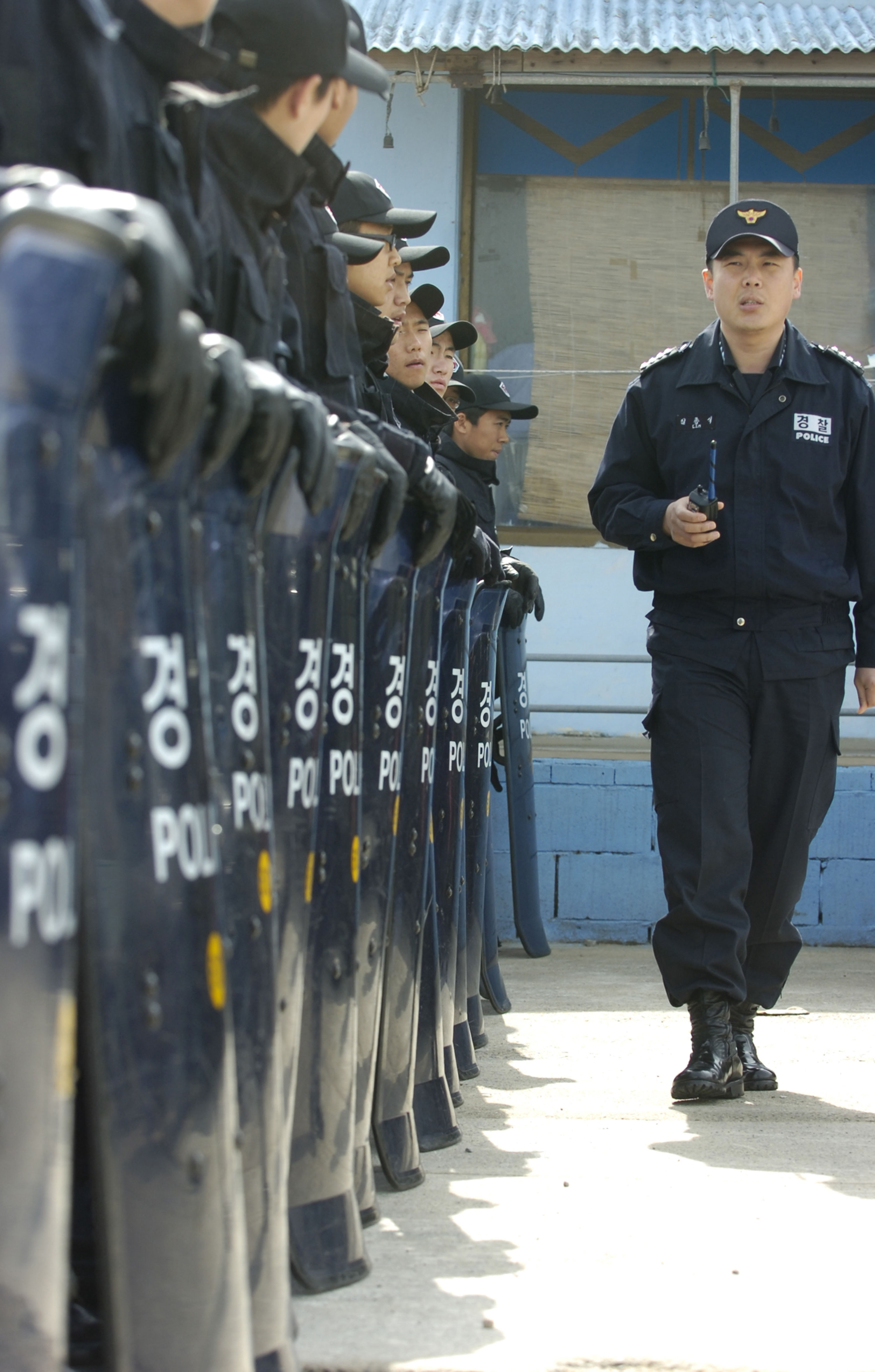
전투경찰대의 모습(모루)

마지막으로 현대에 전술 단위에서는 시위대와 경찰기동대의 대치에서 발견할 수 있다. 대한민국에서는 민주화 이전에 시위가 심할 때 볼 수 있었는데 총기소지 및 사용이 엄격히 제한되는 대한민국 사회 특성상 냉병기 위주인 고대식 전투가 재현된 것이다. 무거운 장비를 갖춘 일반 기동부대는 모루 역할을 담당하고 장구를 가볍게 해서 기동성을 살린 체포 전담중대(백골단)는 좌우에서 밀어닥치는 망치 역할이다. 별로 좋은 모습은 아니지만 고대전의 전개 양상을 이렇게 간접적으로 접할 수 있다.
전투경찰대와 시위대 모두 무시무시한 전투력을 자랑하던 80년대에는 전투경찰대에 대항하는 사수대 조직이 시위대에 있었다. 이 집단은 시위대 쪽의 중보병이라고 볼 수 있다. 전투력 좋은 시위대로 구성된 사수대를 앞세워서 각목과 쇠파이프로 전경대 대열을 뚫는것이 목표였다. 혹은 소규모 집단으로 산개해서 게릴라처럼 전경대의 대열을 무너트리기도 했다. 왜냐하면 80년대에는 가두시위 자체가 허가가 안 났고, 가두시위의 목적인 거리로 나가서 행진하며 시민들에게 알리는 행동을 하려면 무조건 전경대를 뚫어야 했으므로. 이런 경우는 망치와 모루 전술에서 쇠의 위치를 강화시킨 것이라 할 수 있다.

## 대중문화 속의 망치와 모루

### 영화

#### 글래디에이터(2000)
글래디에이터 오프닝 전투 장면
다음은 영화 '글래디에이터(2000)'의 오프닝 전투 장면이다. 여기서 나오는 전투가 전형적인 망치와 모루 전술이라고 볼 수 있다. 궁수, 공병(투석기와 노포), 보병으로 이루어진 본대(모루)가 게르만족의 앞에서 대적하였고 막시무스 장군의 기병대(망치)가 게르만족의 뒤를 치는 망치와 모루 전술을 생생하게 볼 수 있는 명장면이다.

#### 알렉산더(2004)
알렌산더 가우가멜라 전투 장면
다음은 영화 '알렌산더(2004)'에 등장한 전투씬이다. 이 장면은 가우가멜라 전투를 그리고 있다. 가우가멜라 전투는 마케도니아 왕국의 알렉산드로스 대왕이 페르시아 제국 아케메네스 왕조의 다리우스 3세를 물리친 전투이다. 이소스 전투의 2년 후에 벌어진 이 전투 장면에서는 알렉산드로스 대왕이 망치와 모루 전술을 응용한 모습을 확인할 수 있다. 중앙에 팔랑크스, 중장보병을 중심으로 두고 좌우익에 기병을 배치하여 기병은 페르시아의 기병을 좌우 날개쪽으로 유인하여 틈을 만들고 그 생긴 틈으로 팔랑크스를 투입하여 다리우스의 본진으로 침투해 들어간다는 것이다. 그 후 기병대가 급선회 하여 포위 및 섬멸하는 작전이 드러난다.

### 게임

월드 오브 탱크 게임

#### 월드 오브 탱크
게임 내에서는 측면 우회(Flanking)라고 흔히 부른다. 방어력이 좋지만 둔한 중전차가 맞붙어서 전선을 형성하면(모루) 기동성이 좋은 중형전차나 전투 경전차가 측후면을 우회하여(망치) 장갑이 얇을 수 밖에 없는 옆구리와 뒤를 때리는 식이다. 당연히 서로 측면을 때리고 싶어하기 때문에 측면이 뚫리는 것을 저지하려는 중형전차끼리의 교전, 이런 중형 전차를 멀리서 저격하여 견제하는 구축전차 등이 긴밀하게 연계되어야 승리를 장담할 수 있다. 현재에는 중전차의 전면장갑을 그냥 뚫어버릴 수 있는 고관통 포가 많아졌기에 모루가 멀리서 박살나는 경우도 왕왕 발생하며 양팀간 실력차이가 나게되면 방어가 약한곳을 찾아낸뒤 중형전차들이 우르르 몰려가서  적 방어선을 뚫어버리는 소련식 종심교리에 밀리는 경우도 많다.

#### 토탈 워 시리즈
냉병기 시대 및 초기 화약무기 시대의 전쟁을 시뮬레이션하는 게임의 특성상, 플레이의 기본 중 기본이 된다. 일방적인 양학이거나 영웅 유닛의 맹활약이 아닌 이상 전투에서 모루와 망치를 사용하지 않으면 이길 수 없다. 특히, 측후면을 공격당하면 포위 내지는 순식간에 큰 피해를 입은 판정을 받아 사기가 떨어지고, 사기가 떨어지면 병사들이 전의를 잃고 도주하며, 사기가 떨어져서 도주하는 부대가 생기면 그 옆의 부대도 그 영향으로 또 사기가 떨어져서 도주하는 식의 연쇄반응이 일어나는 게임 시스템상, 측후면을 확보한 것이 어느쪽인지 여부가 대부분의 전투의 승패를 정할 정도로 중요하다. 따라서 별다른 이유가 없으면 망치와 모루 전술을 채용하는 것은 필수에 가깝다.
당연히 AI를 비롯한 적도 같은 생각을 하므로, 이를 저지하기 위한 다양한 전술이 동원된다. 강이나 절벽 등의 지형을 통한 기병의 우회 저지, 기병의 이동을 방해하는 울타리 설치, 우회하는 적 기병을 저지하기 위한 보병의 매복, 측후면을 포위당할 것을 대비한 방진형태의 부대 배치, 적 기병이 도착하기 전에 빈약한 적 보병진을 짓밟는 정면돌파, 우회하다가 만난 기병대간의 전투 등 망치와 모루에 관련된 모든 상황을 겪어볼 수 있다.

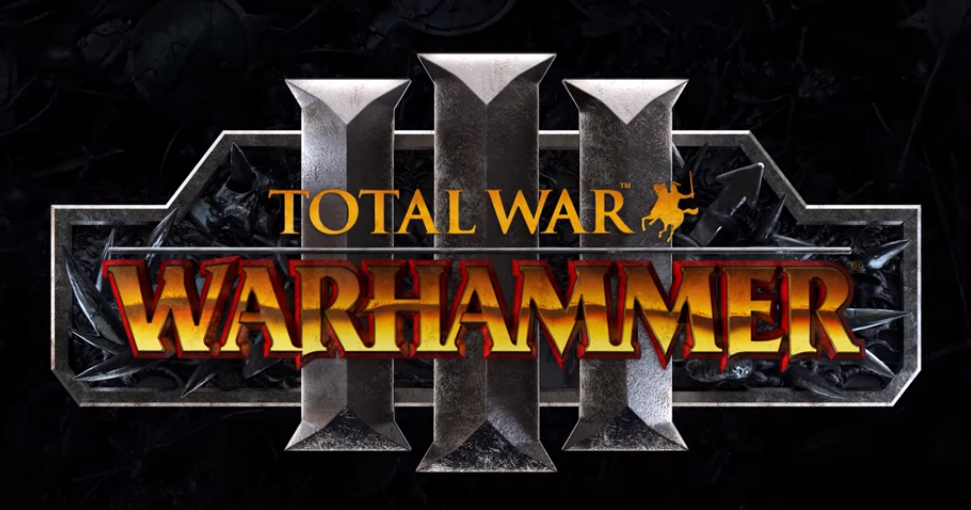
토탈 워: 워 해머

옛 작품의 AI는 우회에 대응하지 못하는 모습을 보였으나, 로마2부터 AI가 점진적으로 발전하면서 기병대를 이용한 우회를 시도하거나, 보병과 사격병과를 이용해 망치에 대한 견제를 시도하는 등 전술면에서 옛 작품 보다많은 생각을 할 필요가 생겼다. 토탈 워: 워 해머로 넘어가면 보병진 모루를 정면에서 무너뜨리는 역할을 맡는 괴수나 지형을 무시하는 비행유닛, 마법 등으로 모루가 쉽게 무너질 수 있지만 여전히 망치와 모루가 전술의 기반을 맡고 있다. 오행 시스템을 채용해 장수의 중요성이 높아진 토탈 워: 삼국에선 충격 기병에 특화된 선봉장, 창병에 특화된 용장, 원거리 병력에 특화된 책사 조합을 자주 활용하는데, 이 조합이 가장 자주 쓰이는 이유는 모루와 망치 전술을 가장 효과적으로 사용할 수 있는 조합이기 때문이다.

#### 그 외 게임
포괄적인 관점에서 바라보았을 때, 딜러,탱커,힐러 개념이 있는 게임은 모두 망치와 모루의 기본적인 개념을 응용하고 있다고 볼 수 있다. 딜러, 탱커, 힐러 개념이 있는 게임에는 매우 대중적인 게임들이 많이 포함되어 있는데, 리그오브레전드, 오버워치, 브롤스타즈 등이 있다. 이때, 탱커가 적의 공격을 버티는 모루, 딜러가 적에게 피해를 입히는 망치, 힐러가 병력의 손실을 보충하는 예비대 위치라고 할 수 있다.

### 스포츠

#### 미식축구

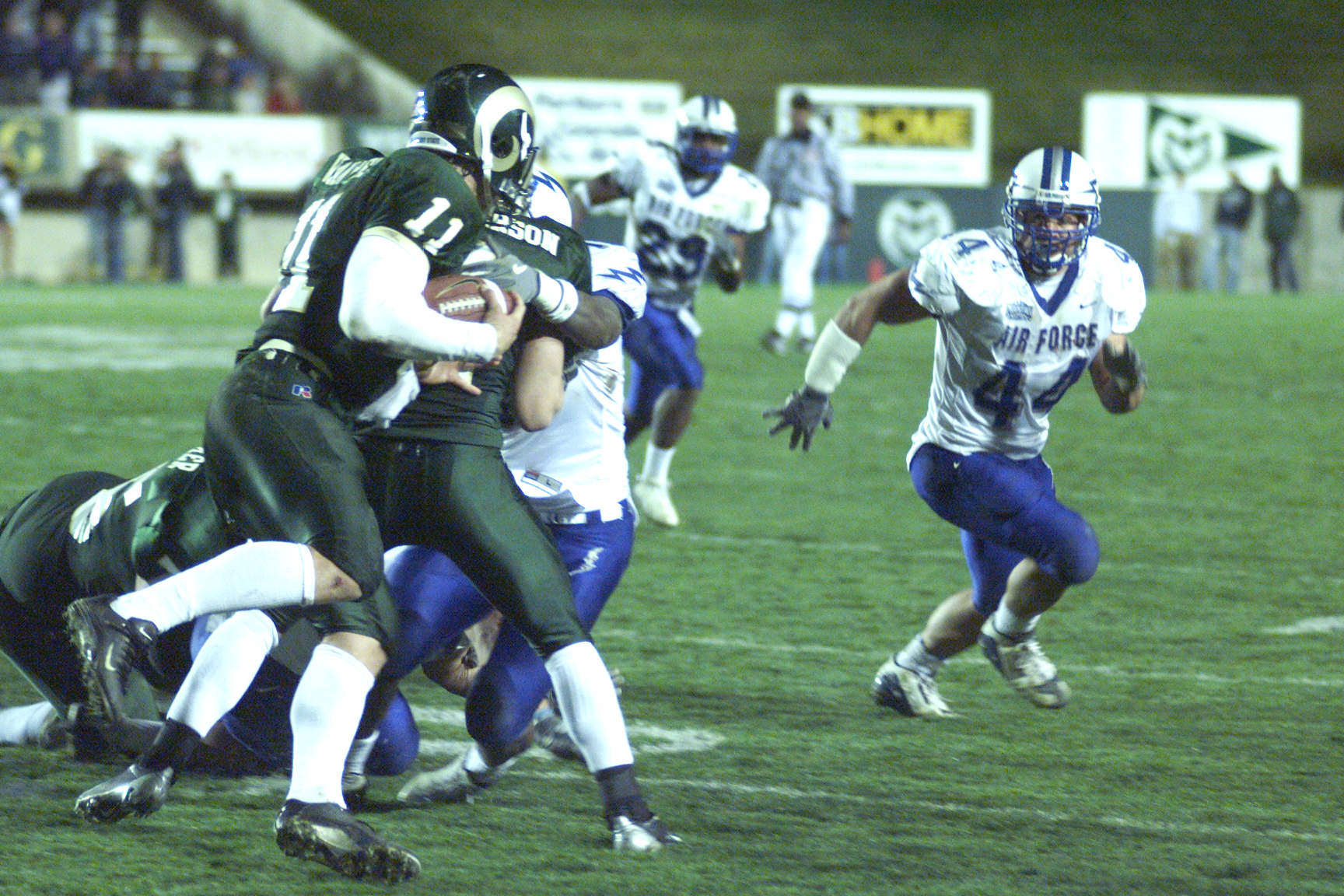
미식축구

참고 : 미식축구 포지션

모루의 역할을 하는 라인맨들이 최전방에 해당하는 스크리미지 라인에서 포켓을 만들어 버티면서 쿼터백이 적진 깊숙이 침투한 와이드 리시버들에게 공을 전달할 수 있도록 시간을 버는 것이 패싱 전술의 주된 얼개다. 반대로 수비 진영의 경우에는 라인맨들이 전방을 압박하는 사이 아웃사이드 라인배커, 디펜시브 엔드들이나(패스러쉬) 라인배커, 코너백을 포함한 수비진 전원이 쿼터백을 직접 공격하는 전술을 쓴다.

#### 축구

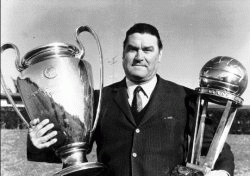
네레오 로코 감독

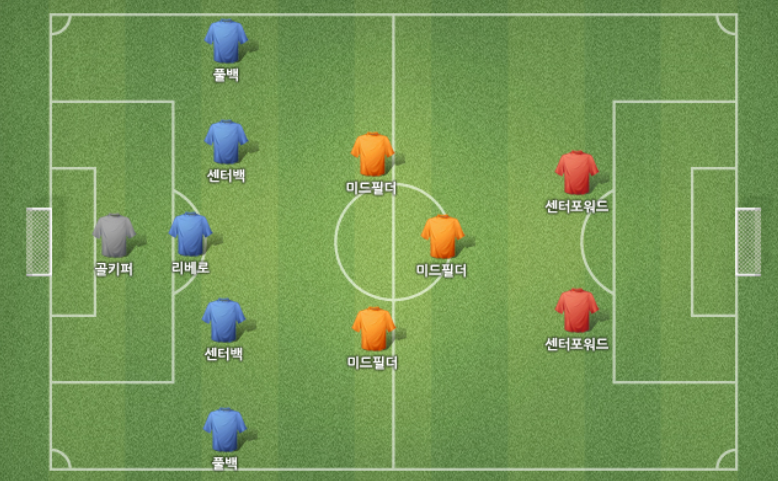
카테나치오 전술

축구의 전술 중 하나인 카테나치오 역시 망치와 모루의 전술개념을 대중문화에서 찾아볼 수 있는 예시 중 하나이다. 카테나치오 전술은 이탈리아어로 자물쇠 또는 빗장이라는 뜻으로, 강력한 수비 즉, 모루를 기본으로 하여  상대보다 골을 많이 넣어도 승리할 수 있지만 상대보다 골을 적게 허용해도 이길 수 있다는 생각에서 탄생한 이탈리아의 상징과도 같은 전술이다. 흔히 화려하고 강력한 브라질과 같은 남미 선수들에게 유럽선수들은 고전을 면치못했고, 이를 대비하기 위해 고안한 전술이 카테나치오였다. 이 전술은 네레오 로코감독에서 시작되었는데 기존에 존재하던 최후방 미드필더 리베로 앞에 세명의 센터백을 배치하고 그에 더하여 수비형 미드필더까지 배치하여 리베로 앞에 4명 또는 5명의 수비수를 두었다. 그리고 측면의 윙어와 윙백에게 높은 위치로의 오버래핑 역할을 부여하여 역습을 공격전술로 사용하였다. 이렇게 시작되며 발전된 카테나치오는 현대에 들어와서는 2006년에 빛을 보게되는데 2006월드컵에서 칸나바로와 부폰이 지키는 이탈리아 수비진은 7경기를 치루었음에도단 2실점만을 허용하며 월드컵을 우승하게 되었다. 물론, 역사가 깊은 전술이고 현대축구 전술이 발전하면서 이탈리아에서 많은 변화가 있었지만, 기본적인 전술개념은 중앙의 수비수와 미드필더들이 단단히 상대의 공격을 잠궈놓고 측면에서 순식간에 역습하다는 것이다. 이러한 점에서 카테나치오 역시 현대 축구장에 구현된 일종의 망치와 모루 전술이라 볼 수 있겠다.

## 같이 보기
- 전술
- 팔랑크스
- 포위전

## 참고문헌
- 기세찬, 나종남 등 (2023년 1월 20일). 《전쟁의 역사》. 사회평론아카데미
- Arther Ferrill. (2019.07.20.) 《전쟁의 기원(석기 시대로부터 알렉산더 대왕의 시대까지》. 북앤피플
- 데이비드 코드 머레이 (2011년 6월 28일), <바로잉 - 세상을 바꾼 창조는 모방에서 시작되었다. 흐름출판
- 소령 강신철 (2012년 8월 17일). 《알렉산더 대왕의 망치와 모루 전술: 합동과 제병협동의 뿌리를 찾아서》. 육군대학
- “Hammer and anvil”. Wikipedia.
- 오사다 류타 (2022년 3월 10일). 《고대 로마 군단의 장비와 전술》. AK(에이케이 커뮤니케이션즈)
- 조진태 (2020년 10월 18일). 《다양한 군사전략과 전술1》. 진태출판사
- 양욱 (2015년 8월 6일). 《위대한 전쟁 위대한 전술》. 플래닛미디어